# Tipula (Beringotipula) newcomeri
Tipula (Beringotipula) newcomeri is een tweevleugelige uit de familie langpootmuggen (Tipulidae). De soort komt voor in het Nearctisch gebied.